# Narcine insolita
Narcine insolita är en rockeart som beskrevs av Carvalho, Séret och Compagno 2002. Narcine insolita ingår i släktet Narcine och familjen Narcinidae. IUCN kategoriserar arten globalt som otillräckligt studerad. Inga underarter finns listade i Catalogue of Life.